# Projekt Warszawa
O Projekt Warszawa é um time de voleibol masculino polonês da cidade de Varsóvia, da voivodia de Mazóvia. Atualmente o clube disputa a PlusLiga, a primeira divisão do campeonato polonês.

## Histórico
O clube continua a atividade do conhecido time da liga Onico Warszawa, antiga Universidade de Tecnologia de Varsóvia (AZS Politechnika Warszawska). O clube adotou o nome Verva Warszawa Orlen Paliwa desde 2019. A história do clube remonta ao início do século 20 – a seção de voleibol foi fundada como parte do AZS Warsaw em 1924, e a Universidade de Tecnologia do AZS University Club em meados da década de 1950 e até 2003 representou a universidade nas partidas das Ligas II e I.
Em 2003, o time foi promovido à primeira divisão. Em 2005, a seção de voleibol masculino foi separada do KU AZS PW, que se tornou um clube esportivo separado. O clube opera como uma sociedade anônima desde 24 de outubro de 2005. É conhecido por formar talentos poloneses há anos: Karol Kłos, Rafał Buszek, Zbigniew Bartman, Grzegorz Łomacz, Michał Kubiak, Paweł Woicki, Artur Szalpuk, Aleksander Śliwka, Bartłomiej Lemański e Paweł Zagumny, onde esse jogou e encerrou sua carreira competitiva.

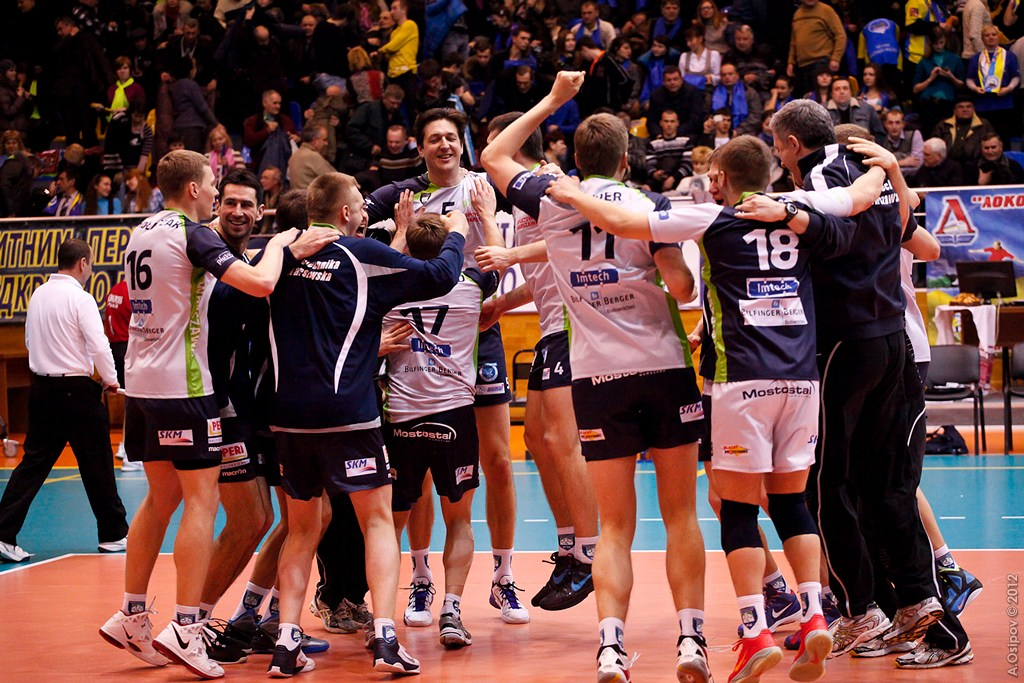
Equipe da temporada 2011–12.

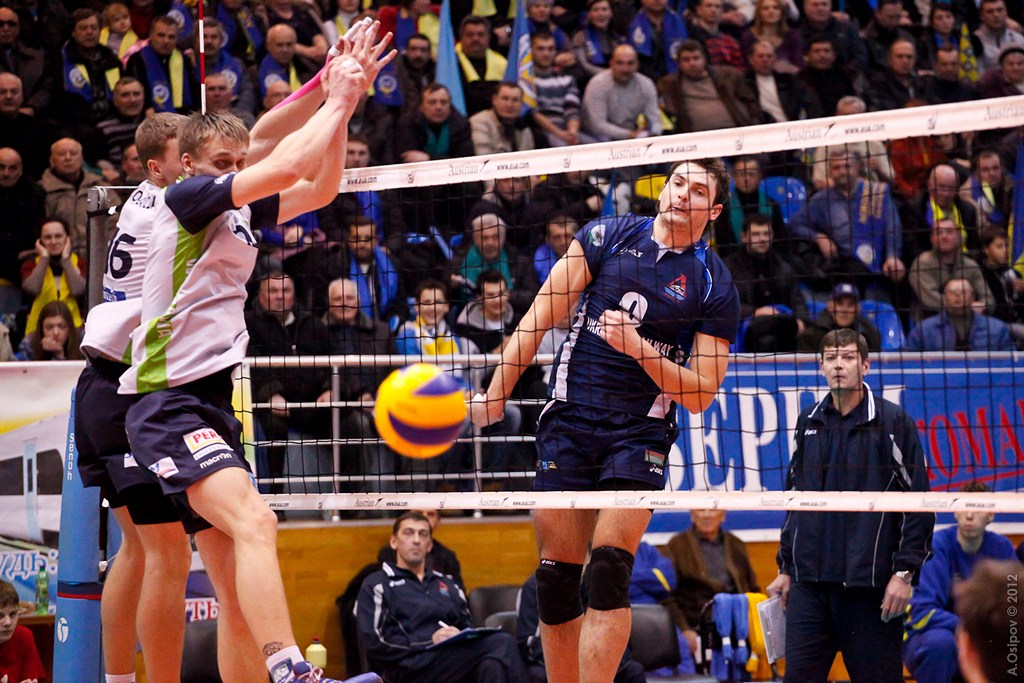
Partida contra o Lokomotyv Kharkivskoi pela Copa Challenge de 2011–12.

Em 2012 o clube alcançou a primeira final continental de sua história. Disputando o título da Copa Challenge da temporada 2011–12, o clube foi derrotado na primeira partida das finais pelo compatriota AZS Częstochowa pelo placar de 3–1. No jogo de volta, a equipe da cidade de Varsóvia fechou o jogo por 3 sets a 2, forçando um golden set, onde foi superado pelo placar de 18–16.
Ao longo dos anos, o nome do clube mudou associado aos patrocinadores subsequentes associados à equipe de Varsóvia, mas quando em 2019 a empresa ORLEN Paliwa se tornou a patrocinadora estratégica do clube, o clube mudou seu nome para VERVA Warszawa ORLEN Paliwa. No mesmo ano a equipe terminou a fase classificatória do campeonato polonês na vice-liderança, se classificando automaticamente para as semifinais dos playoffs. Na partida das semifinais, venceu o Jastrzębski Węgiel pelo placar de 2–1 no agregado, porém foi superado pelo ZAKSA Kędzierzyn-Koźle – líder da fase classificatória – nas três primeiras partidas das finais (3–0 no agregado).
Com o vice-campenato da PlusLiga de 2018–19, o clube assegurou a vaga para competir a Supercopa Polonesa de 2019, sendo a primeira aparição do clube nesta competição. A disputa que ocorreu na Arena Gliwice, com duração de 117 minutos, sagrou o primeiro título do ZAKSA Kędzierzyn-Koźle e o vice-campeonato ao Projekt Warszawa. Além da Supercopa Polonesa, o clube se classificou também para a Liga dos Campeões de 2019–20. Estreante também desta competição, o clube se despediu do torneio na fase classificatória, na terceira colocação de seu grupo com apenas 2 vitórias em 6 partidas disputadas. 
Em julho de 2021, o clube informou que devido ao término do contrato com o ORLEN Paliwa, o nome e o logotipo do clube seriam alterados a partir de agosto. Para a temporada 2021–22 o clube altera seu nome para Projekt Warszawa.
Em 2021, o Projekt Warszawa ganhou a medalha de prata na segunda edição do PreZero Grand Prix, o torneio de voleibol de praia da pré-temporada, após ser derrotado na final pelo Indykpol AZS Olsztyn por 2 sets a 1, com parciais de 25–21, 24–26 e 15–12.
Em fevereiro de 2024, a equipe de Varsóvia, comandada pelo técnico Piotr Graban, conquista o inédito título da Copa Challenge após o vice-campeonato em 2012. Após uma vitória de 3 sets a 1 contra o italiano Mint Vero Volley Monza em casa, a equipe polonesa repetiu o placar jogando fora e levantou o primeiro troféu de sua história.

## Títulos

### Internacionais
Copa Challenge
- Campeão: 2023–24
- Vice-campeão: 2011–12

### Nacionais
Campeonato Polonês
- Vice-campeão: 2018–19, 2019–20
- Terceiro lugar: 2020–21

 Supercopa Polonesa
- Vice-campeão: 2019

## Elenco atual
Elenco da temporada 2023–24:
| Camisa                | Nome                 | Altura (m) | Posição    |
| --------------------- | -------------------- | ---------- | ---------- |
| 1                     | Jakub Kowalczyk      | 2,00       | Central    |
| 3                     | Srećko Lisinac       | 2,05       | Central    |
| 4                     | Maciej Stępień       | 1,92       | Levantador |
| 5                     | Jan Firlej           | 1,88       | Ponteiro   |
| 7                     | Kévin Tillie         | 2,00       | Ponteiro   |
| 8                     | Andrzej Wrona        | 2,05       | Central    |
| 9                     | Bartłomiej Bołądź    | 2,03       | Oposto     |
| 10                    | Yurii Semeniuk       | 2,10       | Central    |
| 11                    | Piotr Nowakowski     | 2,06       | Central    |
| 12                    | Artur Szalpuk        | 2,02       | Ponteiro   |
| 13                    | Igor Grobelny        | 1,94       | Ponteiro   |
| 16                    | Jędrzej Gruszczyński | 1,85       | Líbero     |
| 18                    | Damian Wojtaszek     | 1,80       | Líbero     |
| 19                    | Taylor Averill       | 2,01       | Central    |
| 20                    | Linus Weber          | 2,01       | Oposto     |
| 22                    | Karol Borkowski      | 1,95       | Ponteiro   |
| Técnico: Piotr Graban |                      |            |            |